# Muhsin Al-Ramli

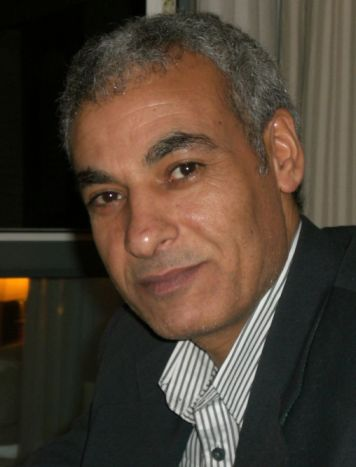
Muhsin Al-Ramli

Muhsin Al-Ramli (Arabisch: محسن الرملي) (7 maart 1967) is een Iraaks schrijver, dichter, vertaler en wetenschapper. Hij schrijft in het Arabisch en Spaans. Sinds 1995 woont en werkt hij in Spanje. In 2003 studeerde hij af aan de Universiteit van Madrid, in filosofie, letteren en Spaanse filologie. Al-Ramli' is vertaler van diverse Spaanse klassieken naar het Arabisch en medeauteur van het culturele tijdschrift Alwah. Ook is hij professor aan de Madrileense vestiging van de Saint Louis Universiteit.

## Gepubliceerde werken
- Geschenk van de komende eeuw (kort verhaal) 1995.
- Op zoek naar een levend hart (toneel) 1997.
- Bladen ver van de Tigris (kort verhaal) 1998.
- Verstrooide kruimels (novelle) 1999, Arkans Prijs (Verenigde Staten) 2002 voor de Engelse versie (Scattered crumbs).
- De gelukkige nachten van het bombardement (verhaal) 2003,
- We zijn allen weduwnaren van het antwoord (poëzie) 2005.
- Vingers van dadels (novelle) 2008, genomineerde finalist voor de (Booker) van de Arabische roman 2010.

- Biblioteca Nacional de España: XX4664969
- Gemeinsame Normdatei: 1054740224
- International Standard Name Identifier: 0000 0003 8538 6063
- Library of Congress Control Number: no96002108
- Nationale Bibliotheek van Israël: 987007305026605171
- Nederlandse Thesaurus van Auteursnamen: 258312793
- Système universitaire de documentation: 127690379
- Virtual International Authority File: 235095347
- WorldCat: E39PBJr3pvRPjdBgwQHwm98wG3